# Philippe Robert (peintre)
Pour les articles homonymes, voir Philippe Robert et Robert.
Philippe Robert, né le 30 avril 1881 à Bienne et mort par noyade le 22 juin 1930 à Büren an der Aare, est un artiste peintre et illustrateur biennois faisant partie d'une famille active pendant plusieurs générations dans la peinture.

## Biographie
Après avoir suivi des études de théologie pendant 5 ans, il voyage beaucoup, d’abord dans le canton du Valais puis en Grèce et en Égypte avant de se consacrer à la peinture. Il réalise de nombreuses peintures murales dans des églises, notamment celle de Chaindon, ainsi que dans la salle d’attente de la gare de Bienne (1923). 
On trouve dans de nombreux logements biennois des toiles de petit format représentant surtout des paysages de Suisse, mais aussi de Grèce et d'Égypte. Il a aussi réalisé des aquarelles du monde végétal, « Flore alpine », « Fleurs du Jura » et « Feuilles d’automne ». (Fondation Collection Robert-NMB Nouveau Musée Bienne).

## Famille
- Son grand-oncle Léopold Robert (1794-1835), célèbre pour ses portraits des bandits de la campagne romaine
- Son grand-père Aurèle Robert (1805-1871), peintre
- Son père Léo-Paul Robert (1851-1923), peintre
- Son frère Paul-André Robert (1900-1977), peintre
- Son fils Marc Robert (1911-2007), architecte
- Une des filles de Marc Robert, Mireille Grosjean, (1946 - ), irénologue